# Goeppertia rufibarba
Goeppertia rufibarba  es una especie fanerógama de la familia Marantaceae. Es originaria de  Brasil. 

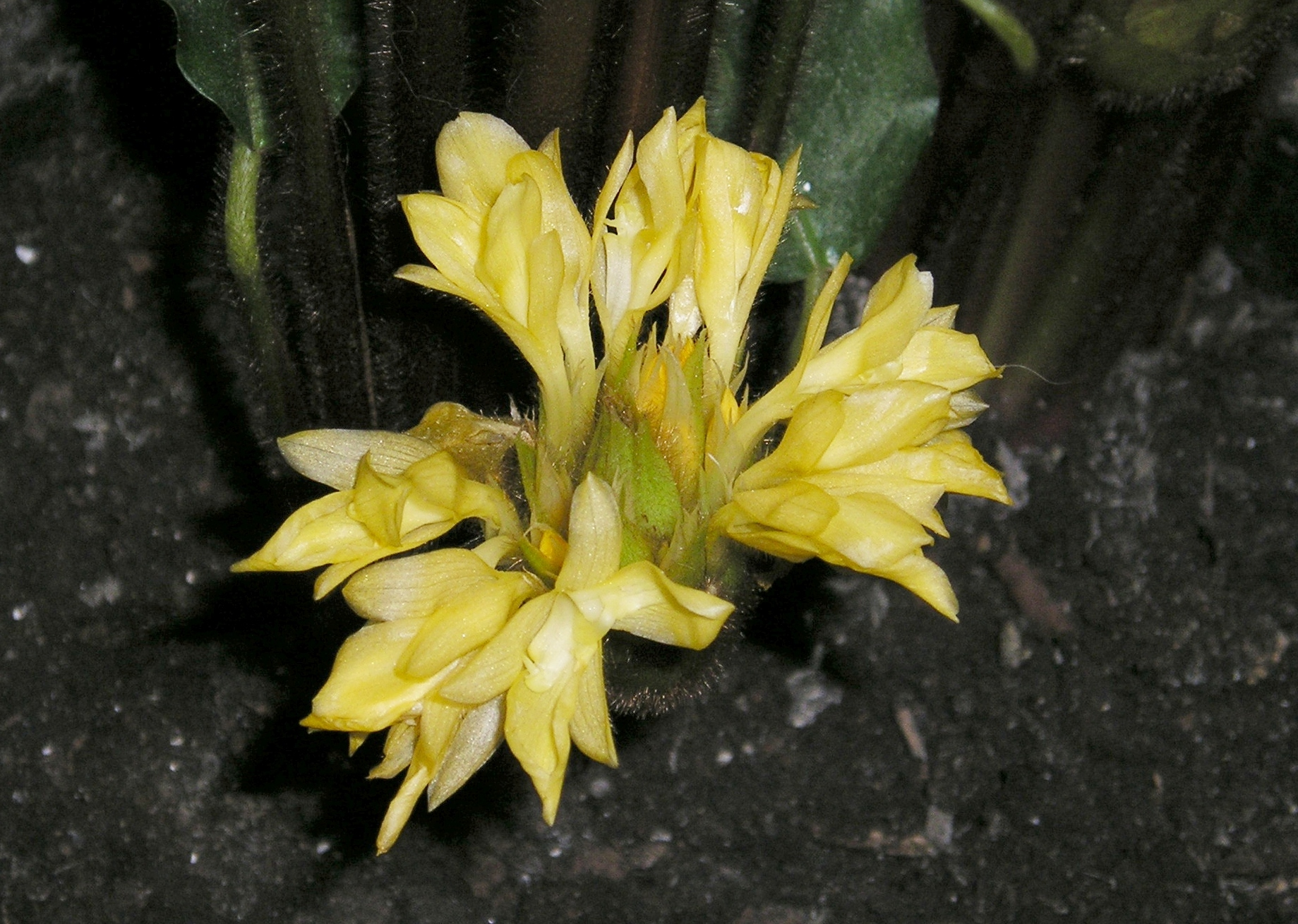
Flor

## Taxonomía
Goeppertia rufibarba fue descrita por primera vez con el nombre de Calathea rufibarba por Eduard Fenzl y publicado en Gartenflora 28: 294. 1879.	
Sinonimia
- Phyllodes rufibarba (Fenzl) Kuntze	[3][4]